# Punti estremi della Svizzera

Mappa della Svizzera

## Nord
Punto
Schwarzer Stein; Canton Sciaffusa; Latitudine 47°48'29 783" N, longitudine 8°34'5 103" E.
Centro abitato
Bargen; Canton Sciaffusa; Latitudine 47°47'29 709" N, Longitudine 8°36'29 603" E.

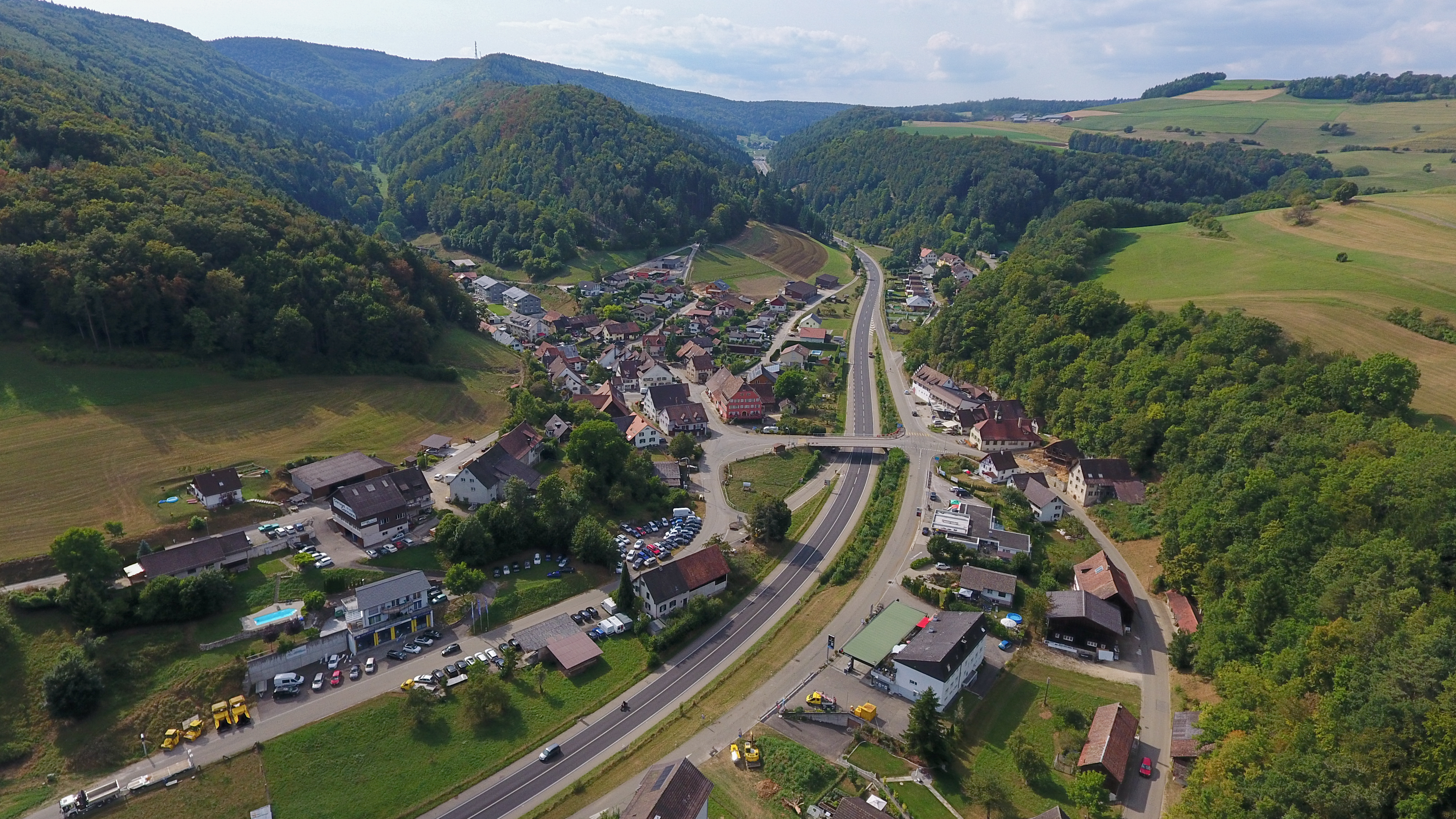
Bargen

Stato confinante
Germania

## Sud
Punto
Punto più a sud della Svizzera (parco); Canton Ticino; Latitudine 45°49'4 823" N, Longitudine 9°1'0 709" E.
Centro Abitato
Pedrinate; Canton Ticino; Latitudine 45°49'34 136" N, Longitudine 9°0'49.748" E.

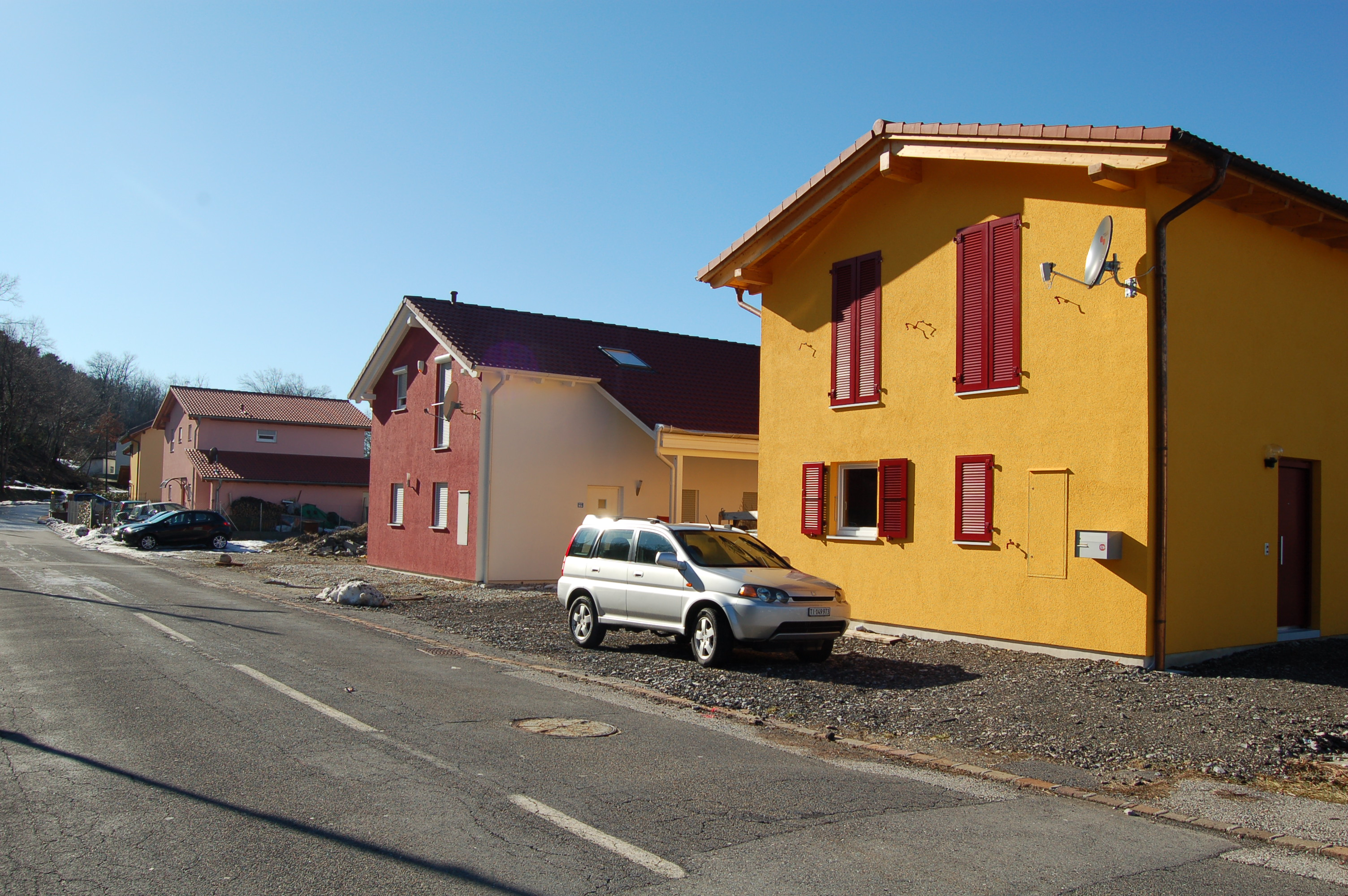
Pedrinate

Stato confinante
Italia

## Est
Punto
Monte Cavallaccio; Canton Grigioni; Latitudine 46°36'54 36" N, Longitudine 10°29'31 111" E.
Centro Abitato
Mustair; Canton Grigioni; Latitudine 46°37'37 031" N, Longitudine 19°26'52 198" E.

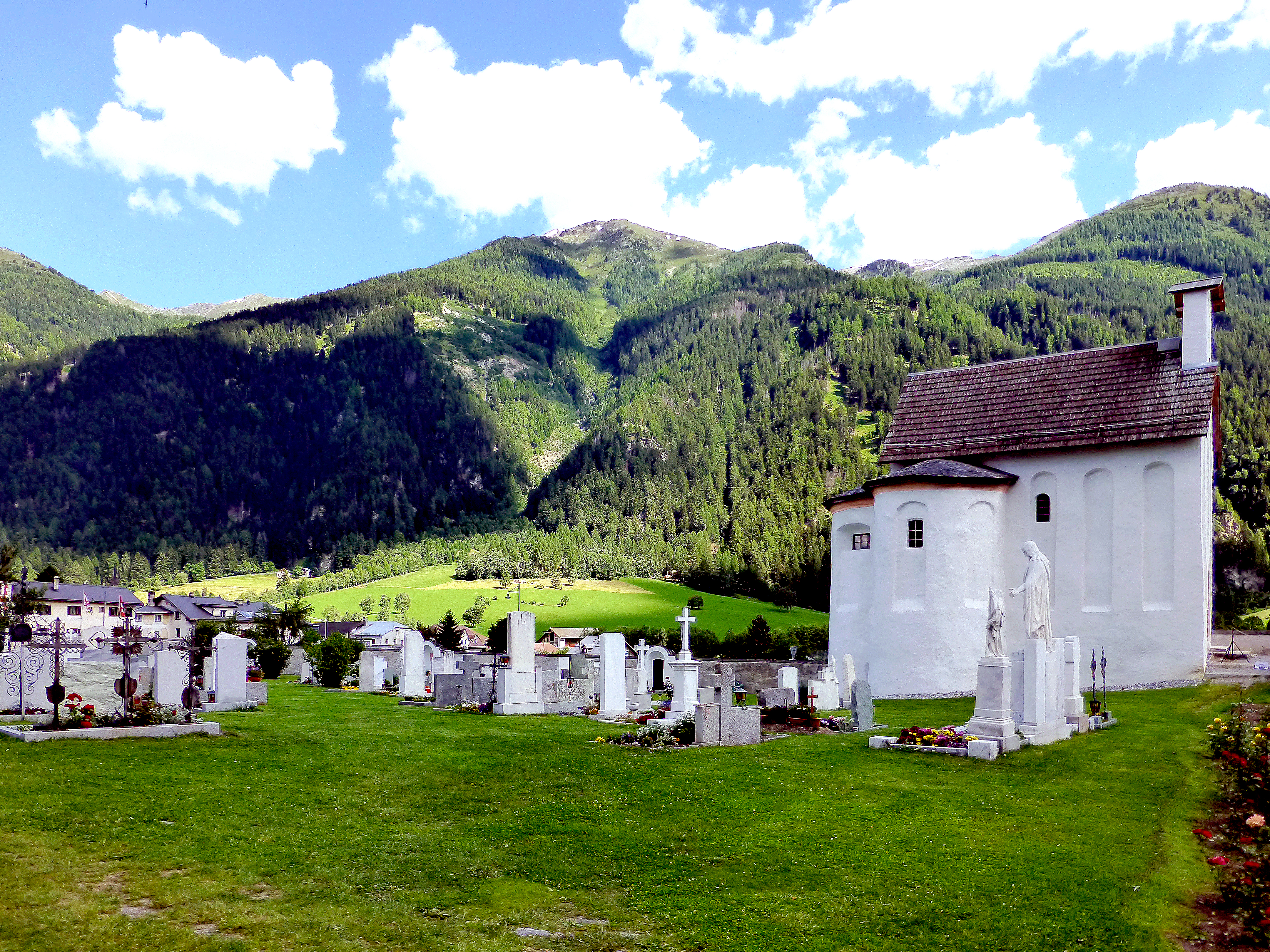
Müstair

Stato confinante
Italia

## Ovest
Punto
Bois de Fargout; Canton Ginevra; Latitudine 46°7'55 611" N, Longitudine 5°57'22 465 E.
Centro Abitato
Chancy, Canton Ginevra; Latitudine 46°8'58 109" E, Longitudine 5°58'21 445" N.

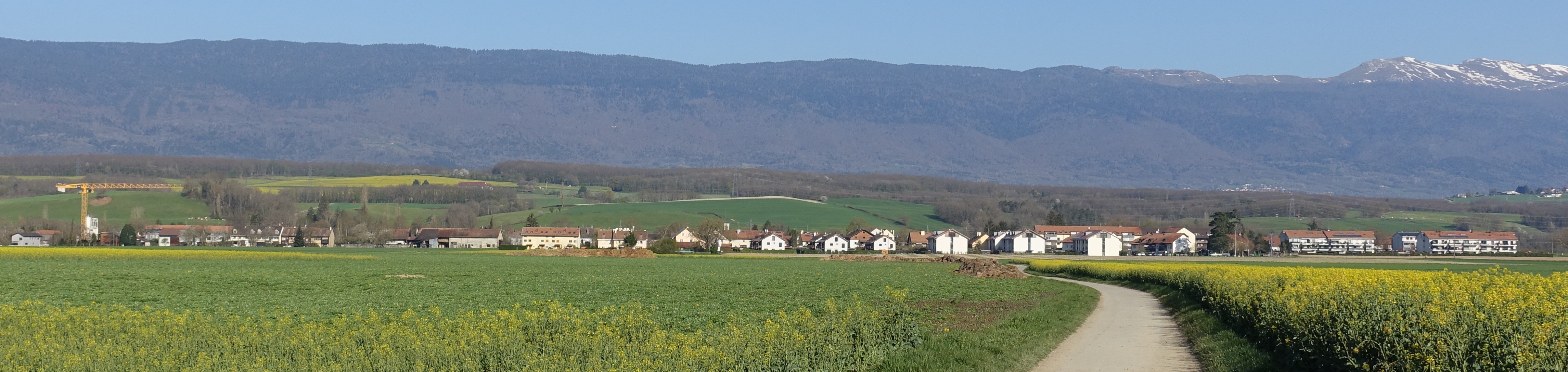
Panorama di Chancy

Stato confinante
Francia

## Dislivello
Altezza
Punta Dufour; Canton Vallese; 4633 m; Latitudine 45°56'12 84"N, Longitudine 7°52'0.298"E.
Bassezza

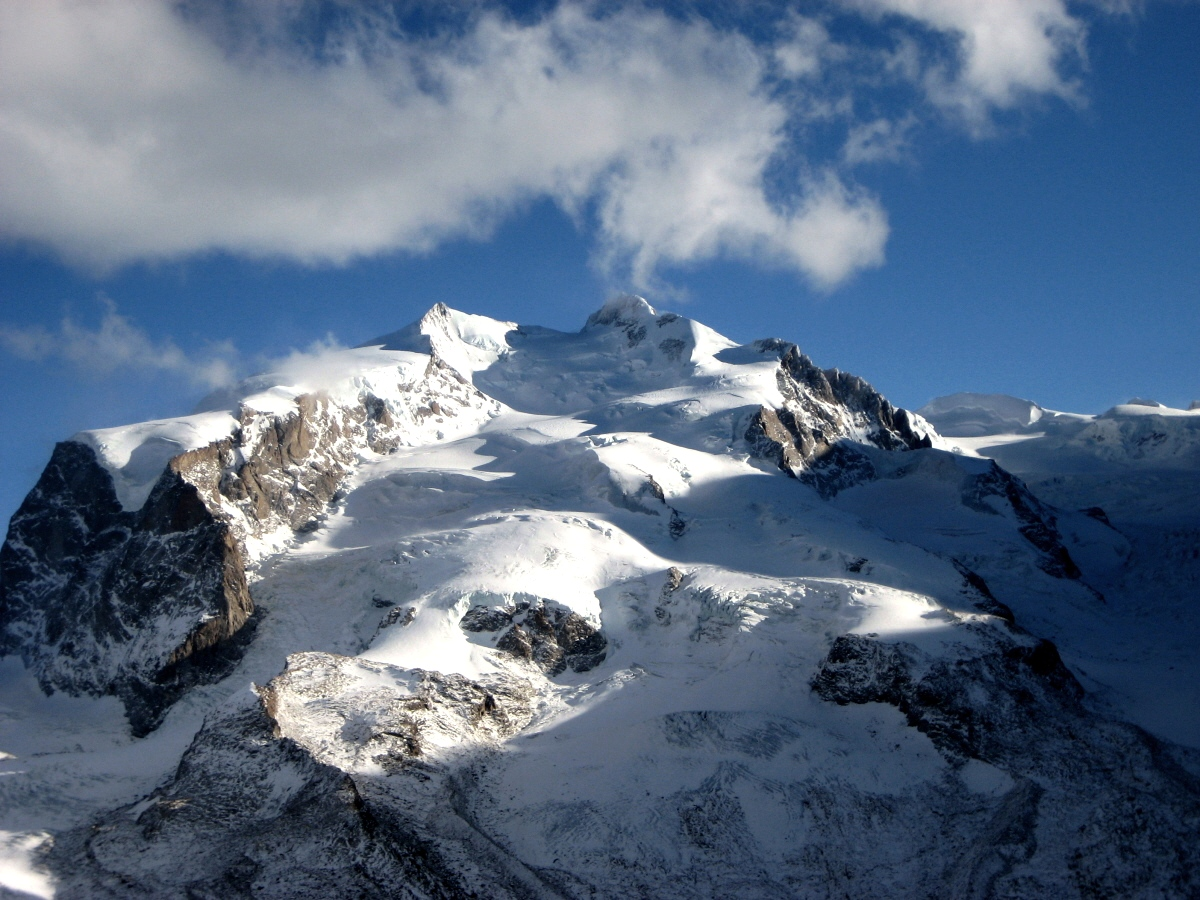
Punta Dufour

Locarno; Canton Ticino; 195 m; Latitudine 46°10'10 24" N, Longitudine 8°47'43"518 E.

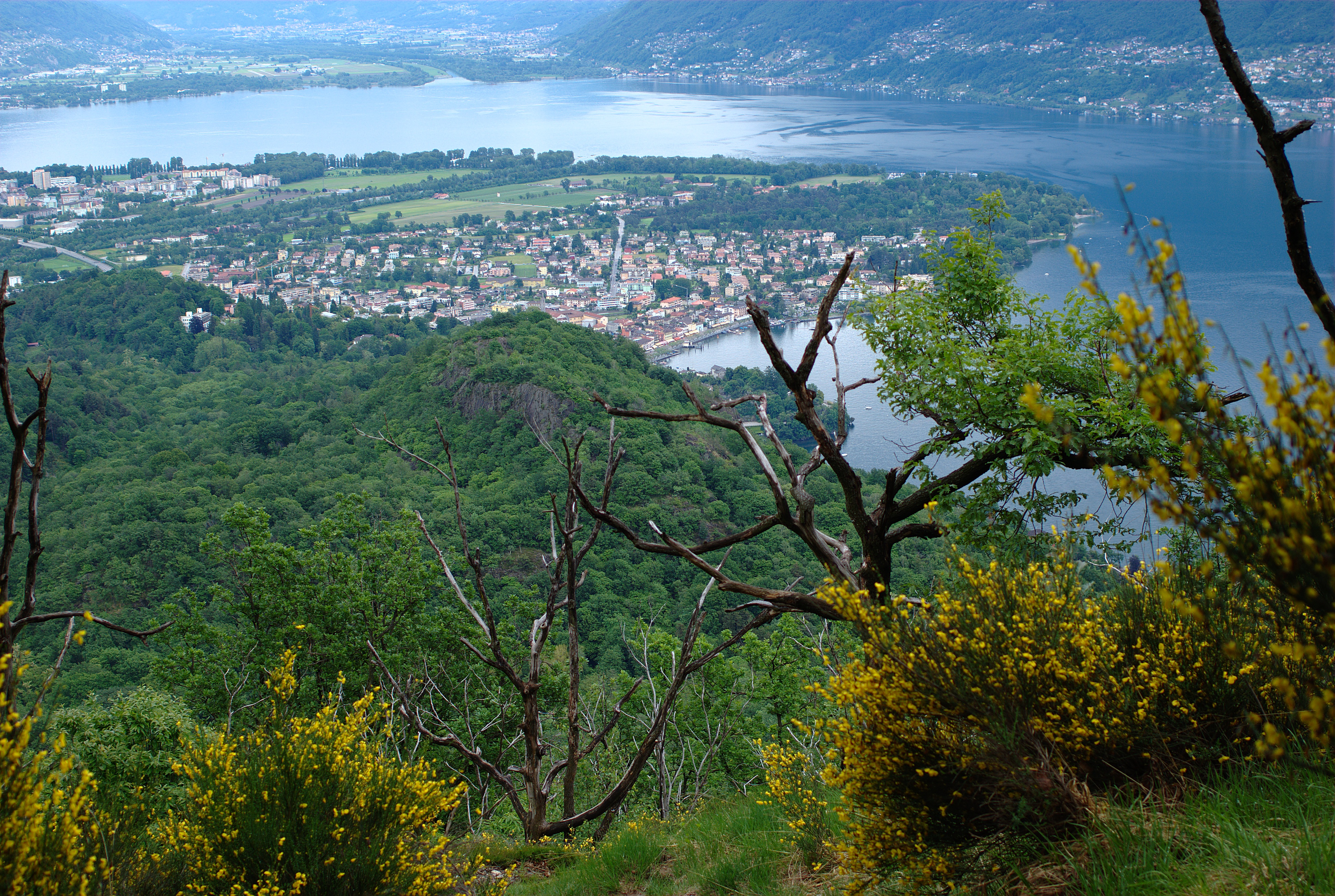
Locarno, sul lago Maggiore